# Acura CSX
Pour les articles homonymes, voir CSX.
L'Acura CSX est une berline compacte de luxe produite par la marque Acura de 2006 à 2011. Vendue seulement au Canada et fabriquée à l'usine d'Alliston, en Ontario, la CSX remplace la 1.7 EL pour l'année-modèle 2006. L'Acura ILX, également vendue aux États-Unis, succède en 2013 à la CSX.

## Design
La CSX, qui utilise le même châssis que la Civic berline nord-américaine de 8e génération et qui a été dessinée au Canada, a été choisie par Honda comme base pour la Civic vendue au Japon et à l'international, au lieu de l'inverse.
La CSX diffère visuellement de la Civic berline par sa calandre plus pointue, ses phares et ses feux arrière ou son double échappement (comparé à l'échappement simple de la Civic).

## Phase II (2008- )
Courant 2008, la CSX a subi un léger restylage qui a touché principalement la face avant avec l'adoption d'une nouvelle calandre qui devient chromée.

## Motorisation
Alors que la Civic contemporaine nord-américaine (hors-Si) était munie d'une motorisation de 1.8L SACT, la CSX partage plutôt sa motorisation avec la RSX et est dotée d'un moteur de 2.0L DACT.

## Récompenses
Elle a été récompensée deux fois au Canada :
- Voiture de l'année 2006.
- Meilleure compacte 2007.

## Galerie photos

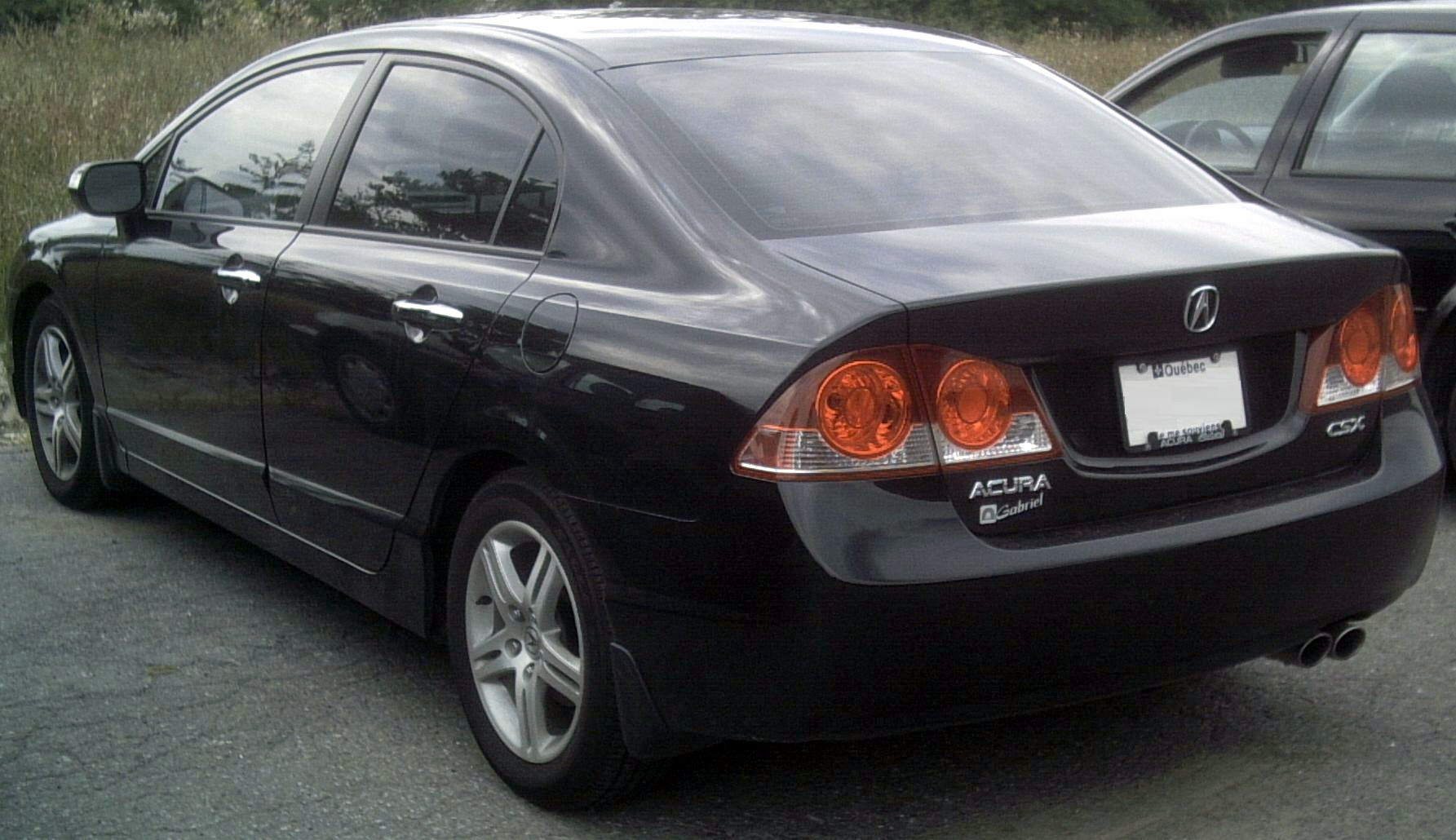
CSX
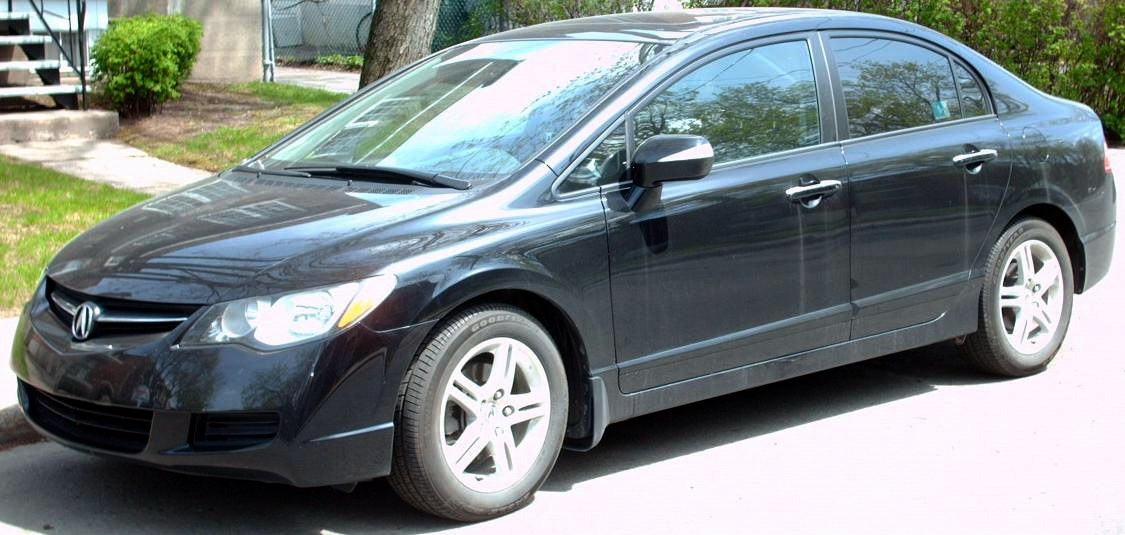
CSX
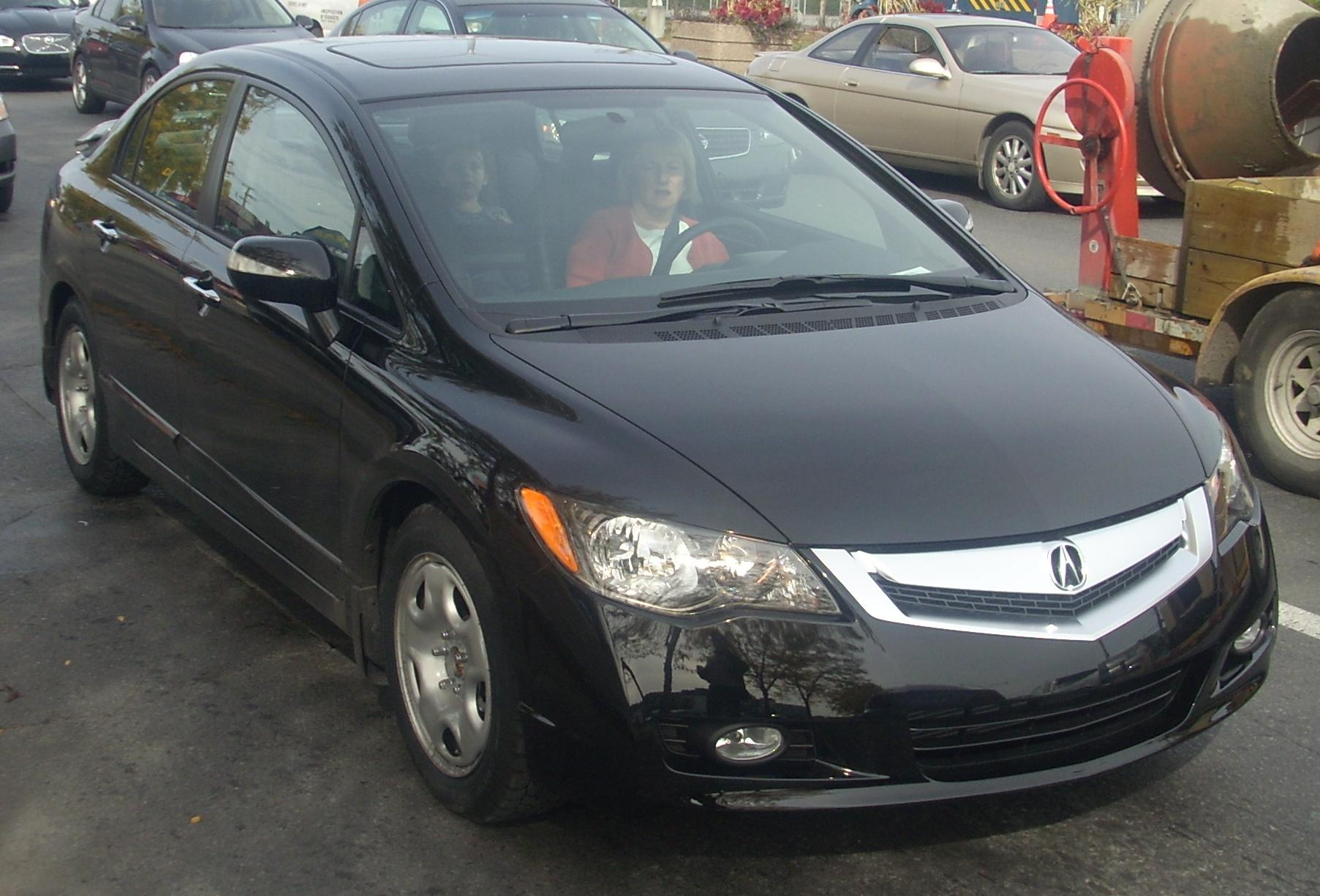
CSX Phase II
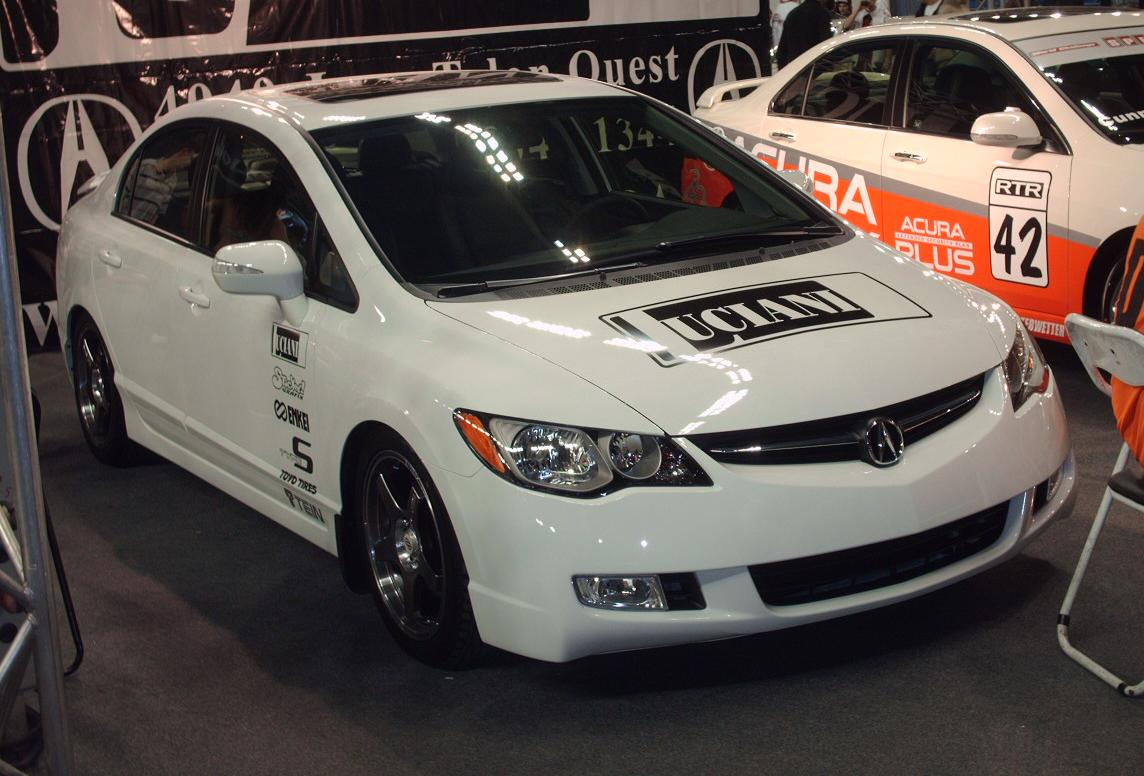
CSX Type-S
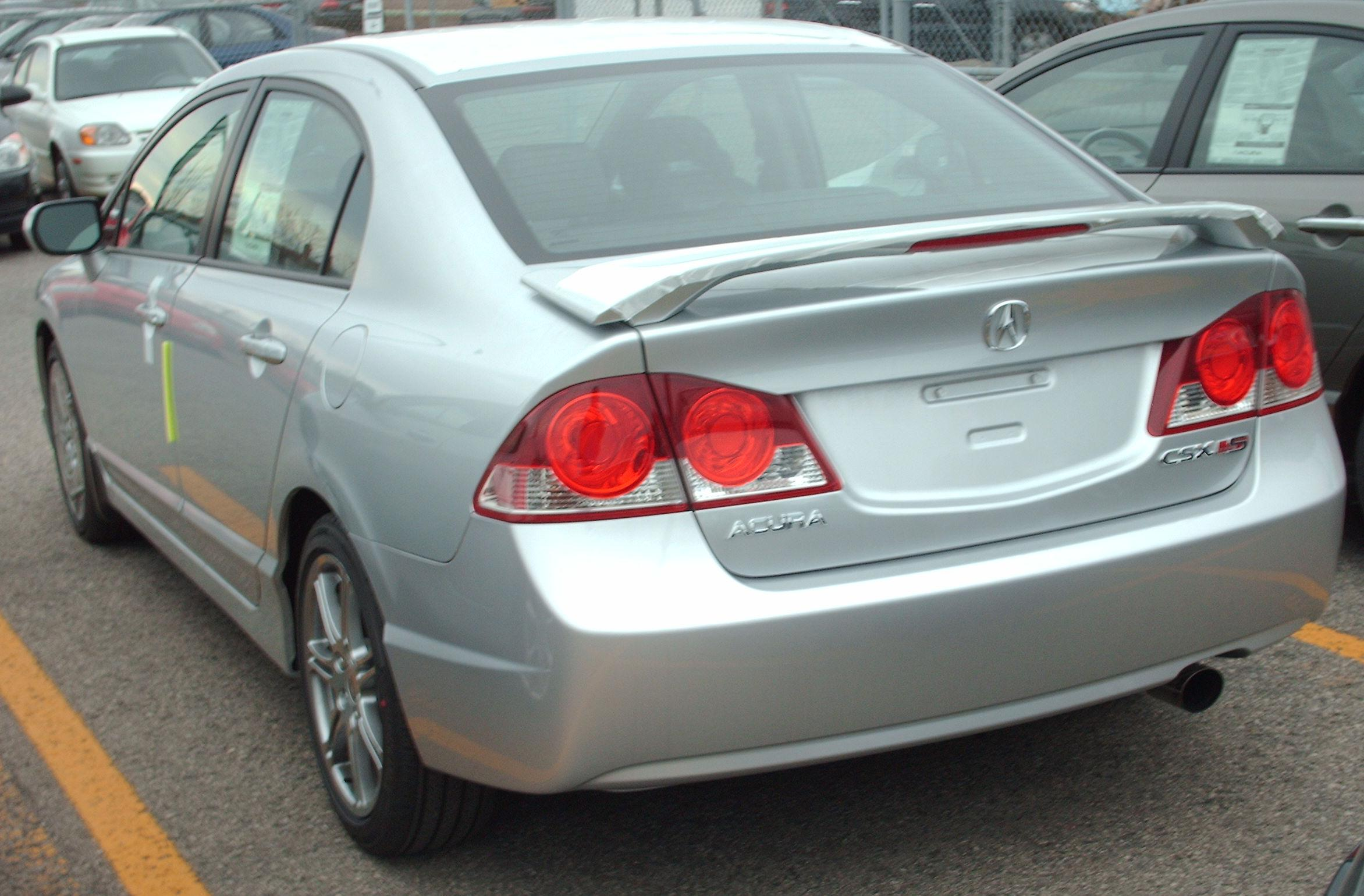
CSX Type-S
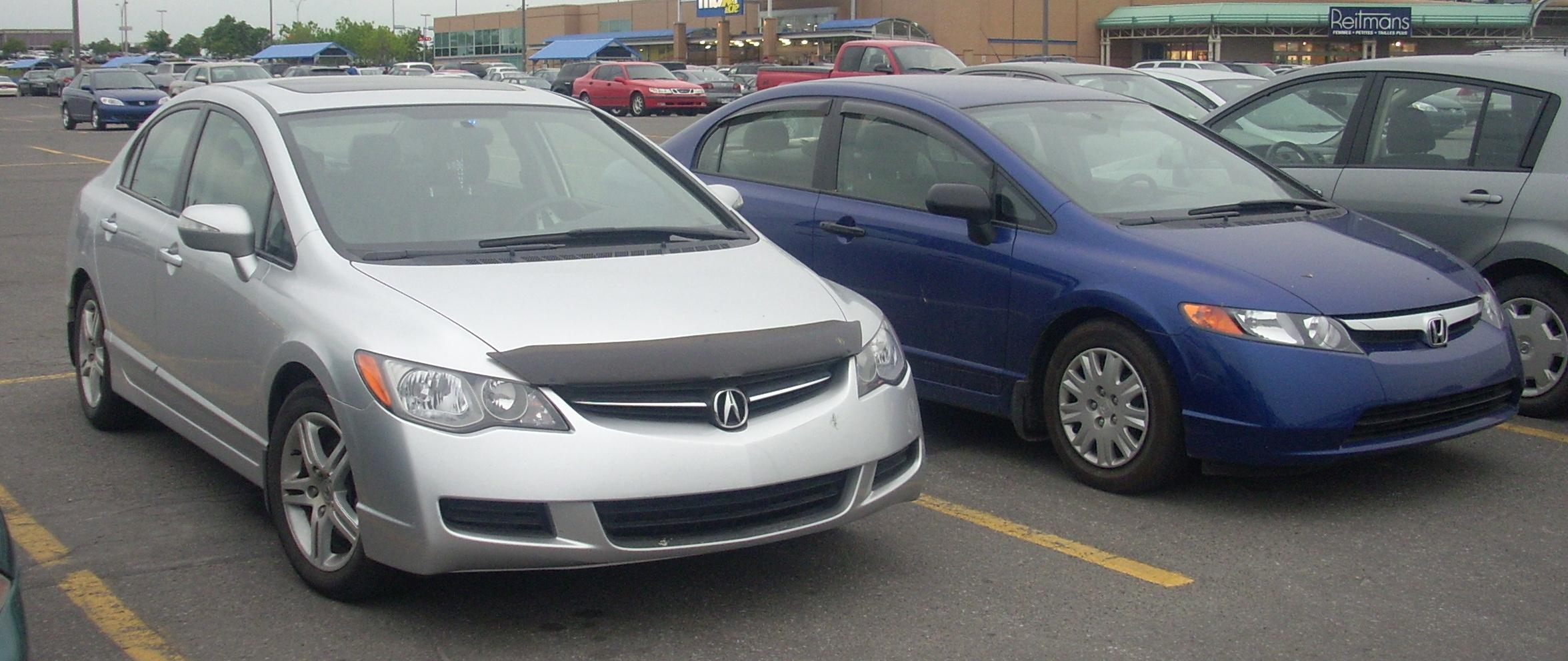
CSX (à gauche) à côté d'une Honda Civic
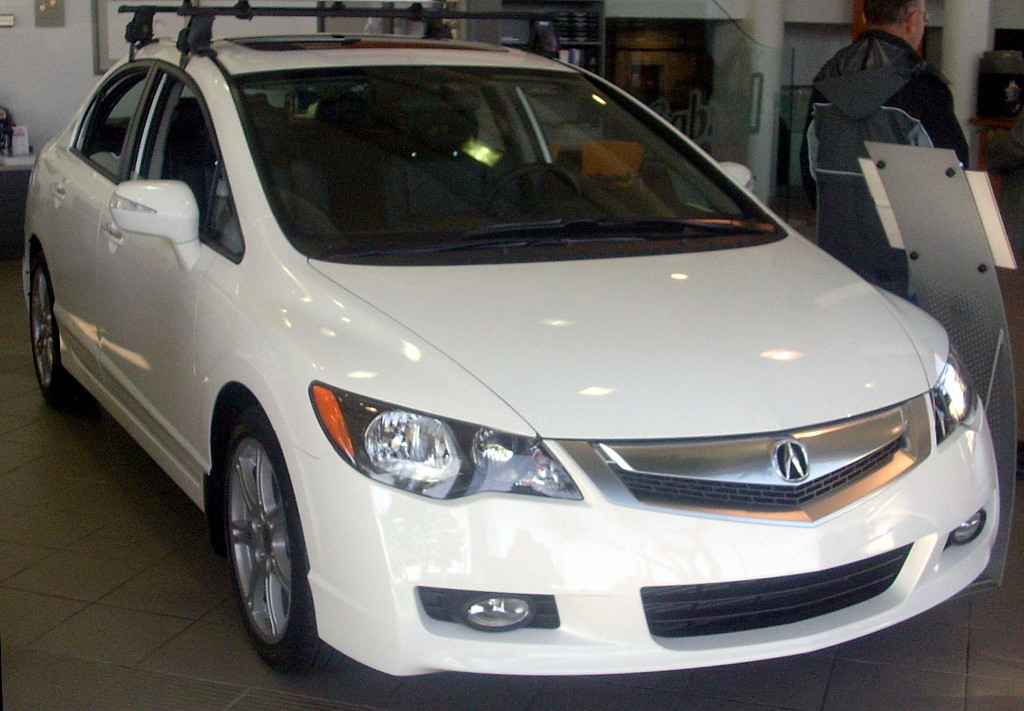
CSX Phase II

## Ventes

### Canada
| Année  | 2006 | 2007 | 2008 | 2009 | 2010  | 2011  | 2012 | Total |
| ------ | ---- | ---- | ---- | ---- | ----- | ----- | ---- | ----- |
| Ventes |      |      |      |      | 2 064 | 1 795 | 27   | 3 886 |

## Culture populaire
La voiture est jouable dans Ondarun.